# Bocage vendéen
Cet article possède un paronyme, voir Bocage (homonymie).
Le Bocage vendéen est une région naturelle de France située dans le département de la Vendée et la région Pays de la Loire.

## Géographie
Le Bocage vendéen occupe la majeure partie du territoire vendéen, dans sa partie centrale et orientale. Il se situe sur la terminaison méridionale du Massif armoricain. Succession de champs entourés de haies, ce paysage est surtout propice à l'élevage. On distingue le Bas Bocage (au centre et à l'ouest) du Haut Bocage (à l'est). 

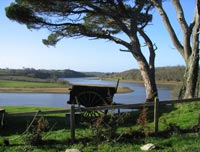
La vallée du Jaunay.
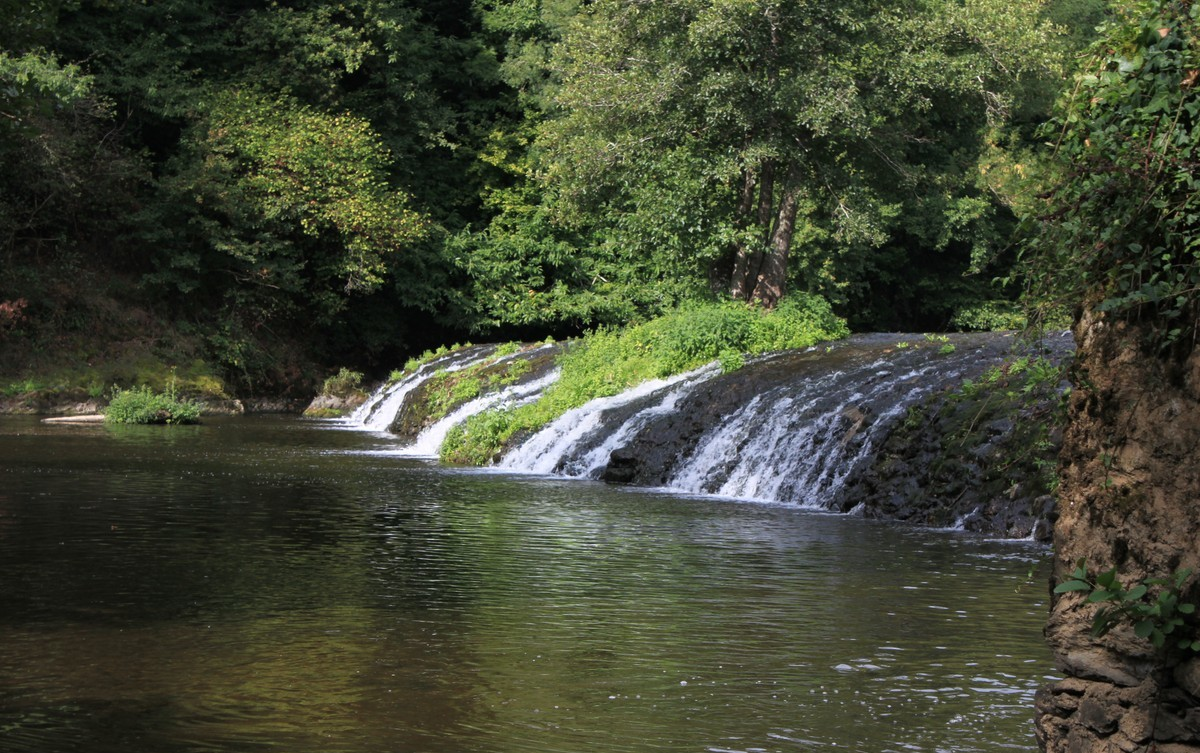
Cascade au lieu dit le Berg.
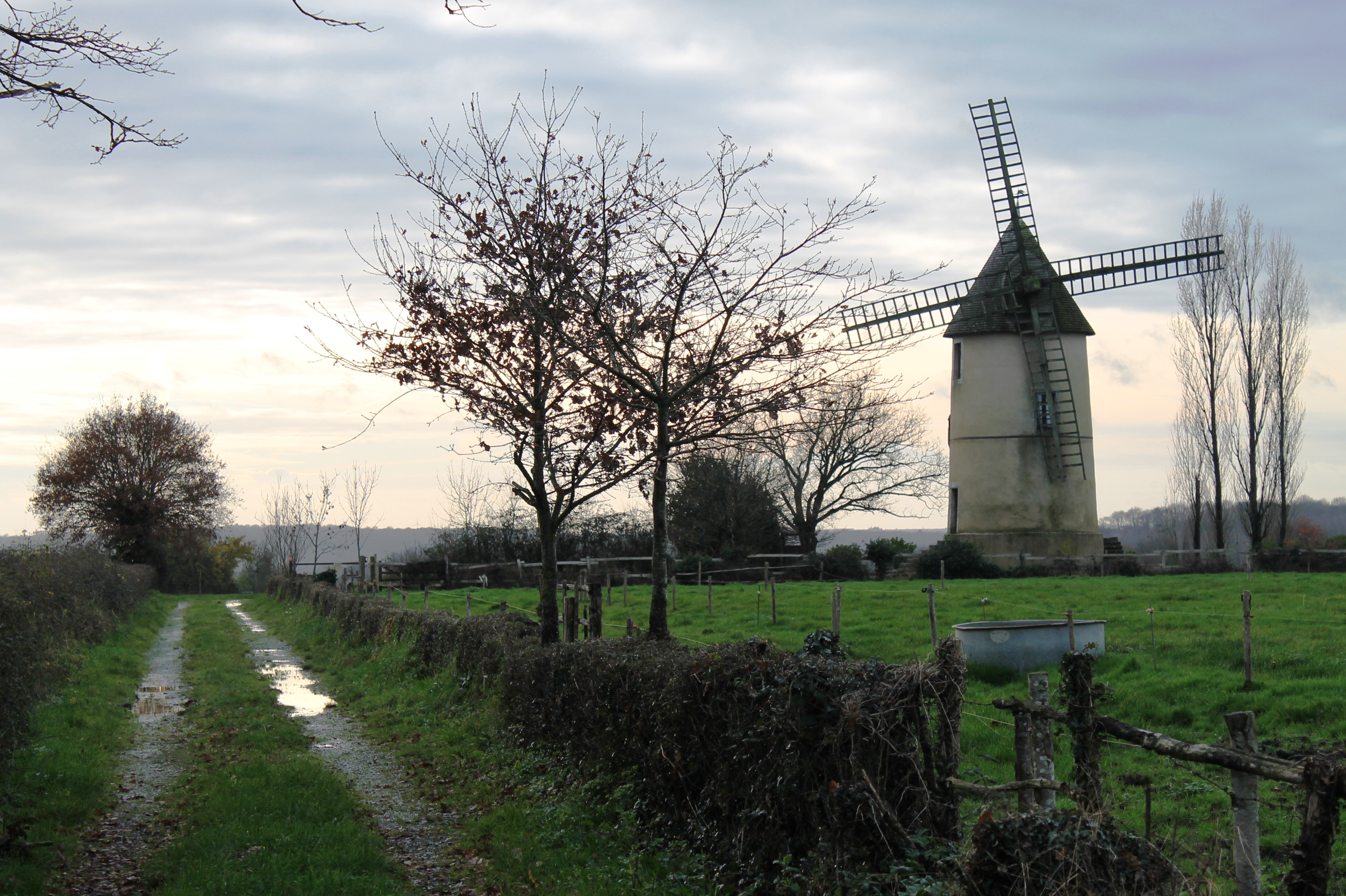
Champs et moulin à Saint-Cyr-des-Gâts.
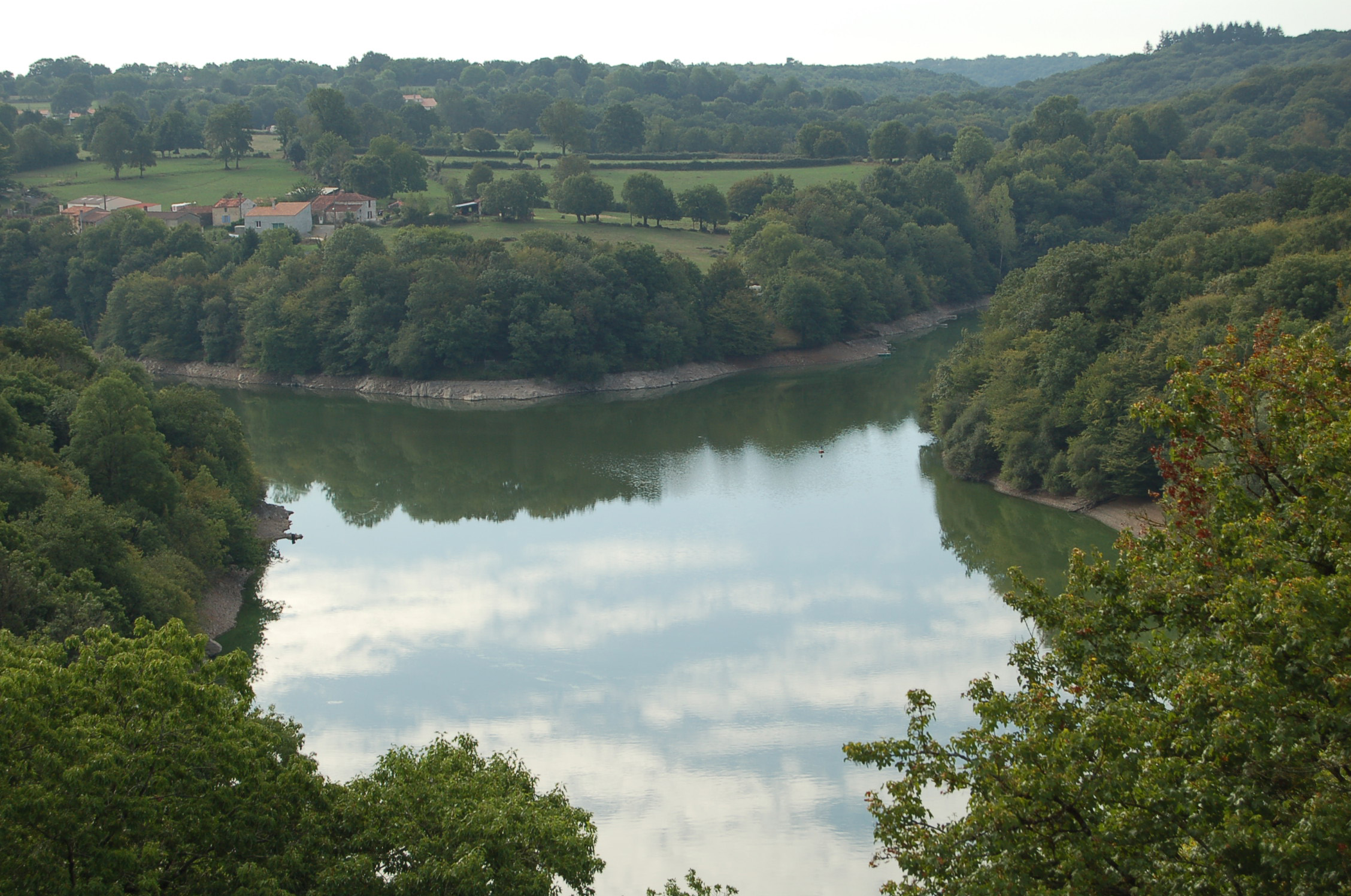
Lac à Mervent.

### Bas Bocage
Le Bas Bocage Vendéen comprend de nombreux cours d'eau régulièrement alimentés par les pluies océaniques, en particulier la Boulogne, la Vie et le Lay. Il est peu vallonné. On y trouve le chef-lieu du département, La Roche-sur-Yon et d'autres commune comme la ville de Chantonnay.

#### Sous ensembles naturels
- Pays yonnais

### Haut Bocage
Le Haut Bocage Vendéen situé dans la région des Herbiers et de Pouzauges, est un pays granitique au relief fortement vallonné, entre la Sèvre Nantaise et son affluent la Maine. On y trouve notamment les hauteurs du département, avec le mont des Alouettes (232 m), le puy Crapaud (269 m) et Saint-Michel-Mont-Mercure qui, avec ses 290 m, se révèle être le point culminant de la Vendée.

#### Sous ensembles naturels
- Gâtine vendéenne
- Collines de Vendée